# Tālārak
Tālārak (persiska: تالارك) är en ort i Iran.   Den ligger i provinsen Mazandaran, i den norra delen av landet, 180 km nordost om huvudstaden Teheran. Antalet invånare är 166.
Terrängen runt Tālārak är mycket platt. Runt Tālārak är det ganska tätbefolkat, med 111 invånare per kvadratkilometer. Närmaste större samhälle är Sari, 13,4 km sydost om Tālārak. Trakten runt Tālārak består till största delen av jordbruksmark.